# Blaire Van Valkenburgh
Blaire Van Valkenburgh (* 13. Oktober 1952 in Washington, D.C.) ist eine US-amerikanische Paläontologin. Sie ist ehemalige Präsidentin der Society of Vertebrate Paleontology. Ihr Forschungsschwerpunkt gilt fossilen Raubtieren.

## Leben
Van Valkenburgh wurde in Washington, D.C. geboren und wuchs in Alexandria, Virginia, auf. Ihre Mutter Lois Van Valkenburgh war eine Bürgerrechtsaktivistin. Von 1964 bis 1970 besuchte sie die T. C. Williams High School, die 2021 in Alexandria City High School umbenannt wurde, da der ursprüngliche Namensgeber als Rassist angesehen wird.
Van Valkenburgh erwarb 1974 einen Bachelor-Abschluss am Stockton State College in New Jersey und 1979 den Master of Science an der Johns Hopkins University. 1984 wurde sie mit der Dissertation A Morphological Analysis of Ecological Separation Within Past And Present Predator Guilds (Carnivore, Competition) unter der Leitung von Robert Bakker an der Johns Hopkins University im Fachgebiet Paläobiologie der Wirbeltiere zum Ph.D. promoviert und absolvierte anschließend ihre Postdoc-Phase mit Alan Walker an der Johns Hopkins University, bevor sie 1986 an die University of California, Los Angeles (UCLA) wechselte. Dort wurde sie Kuratorin der Vogel- und Säugetiersammlung von Donald Ryder Dickey.
Van Valkenburgh wurde 1995 Professorin und ist seit 2016 Inhaberin des Donald-R.-Dickey-Lehrstuhls für Wirbeltierbiologie im Fachbereich Ökologie und Evolutionsbiologie der University of California, Los Angeles. Sie war Vorsitzende des Fachbereichs und ist seit 2011 stellvertretende Dekanin für akademische Programme in den Biowissenschaften an der UCLA. Ihr Forschungsschwerpunkt ist die Paläobiologie und Paläoökologie der Raubtiere. Zu ihren Beiträgen gehören die Quantifizierung der hierarchischen Strukturen in fossilen Raubtier-Gemeinschaften und die Untersuchung der iterativen Evolution bei den Ernährungsanpassungen von Raubtieren.
Van Valkenburgh war von 2008 bis 2010 Präsidentin der Society of Vertebrate Paleontology und von 2011 bis 2017 Mitherausgeberin des Journal of Vertebrate Paleontology.

## Ehrungen und Dedikationsnamen
2018 wurde Van Valkenburgh mit dem Joseph T. Gregory Award der Society of Vertebrate Paleontology ausgezeichnet, 2021 erhielt sie die Romer-Simpson-Medaille. 2022 wurde sie zum Mitglied der American Academy of Arts and Sciences gewählt. Im selben Jahr wurde sie im Artepitheton der fossilen Raubtierart Diegoaelurus vanvalkenburghae geehrt.